# Evaporite
Le evaporiti sono sedimenti minerali formatisi dalla deposizione di sali minerali, naturalmente presenti nelle acque,  a causa dall'evaporazione che riducendo il volume di acqua fa aumentare la concentrazione dei soluti al di sopra del valore massimo di saturazione, con conseguente precipitazione dei sali.

## Formazione delle evaporiti
Le evaporiti si formano per evaporazione di ristrette masse d'acqua sulla superficie della Terra. Sebbene tutte le masse d'acqua sia superficiali che sotterranee contengano sali disciolti, per formare dei minerali è necessario che l'acqua evapori ed i sali precipitino. Perché ciò avvenga, la massa d'acqua dev'essere in un ambiente in cui gli apporti di nuova acqua siano, tempo per tempo, inferiori alle quantità evaporate. In genere questo processo avviene principalmente in ambienti aridi con piccoli bacini scarsamente alimentati, come i bacini endoreici o lagune. Man mano che l'acqua evapora, la concentrazione salina aumenta e quando si giunge a sovrasaturazione, i sali precipitano dando origine ai minerali.
I minerali evaporitici iniziano a precipitare quando la loro concentrazione nell'acqua raggiunge il livello per cui non possono più esistere come soluti. I minerali precipitano in ordine inverso rispetto alla loro solubilità. In particolare:
1. Calcite (CaCO3) e dolomite (CaMg(CO3)2
2. Gesso (CaSO4-2H2O) e anidrite (CaSO4)
3. Halite cloruro di sodio, il cosiddetto salgemma
4. Silvite un cloruro di potassio e carnallite un cloruro idrato di potassio e magnesio

Queste sequenze sedimentarie spesso si rinvengono incomplete nei termini superiori, in particolare spesso mancanti delle serie dei cloruri.

## Ambienti deposizionali delle evaporiti
Gli ambienti deposizionali in cui si riscontrano le condizioni adatte alla formazione di evaporiti includono:
- graben e half-graben all'interno di situazioni di rift continentale, in cui si sviluppano piccoli sistemi di drenaggio fluviale, spesso localizzati in aree tropicali e subtropicali. Esempi tipici sono la depressione della Dancalia in Etiopia e la Valle della Morte in California;
- graben in ambienti di rift oceanico alimentati da piccoli input di masse di acqua oceanica che vengono isolate ed evaporano. Esempi tipici sono il Mar Rosso e il Mar Morto;
- bacini di drenaggio interni in ambienti semiaridi sia tropicali che temperati in cui si sviluppa un drenaggio effimero. Esempi attuali sono il Deserto di Simpson in Australia e il Gran Lago Salato nello Utah;
- aree alimentate esclusivamente da acque sotterranee attraverso sorgenti artesiane. Esempi sono visibili nel Deserto Victoria, alimentato dal Grande Bacino Artesiano, in Australia;
- piccole piane costiere in ambiente marino regressivo. Esempi includono i depositi di Sabkhah in Iran, Arabia Saudita (Golfo Persico) e lungo le coste del Mar Rosso;
- bacini di drenaggio che si riversano in ambienti estremamente aridi. Esempi sono i deserti del Cile e alcune parti dei deserti del Sahara e del Namib.

## Formazioni evaporitiche
Quelle che vengono definite come successioni evaporitiche non sono composte interamente da sali depositatisi entro la successione; intercalati si possono trovare anche livelli di rocce clastiche detritiche, solitamente con granulometria medio fine, in particolare livelli di argilla e carbonati.

## Importanza economica delle evaporiti
Le evaporiti sono importanti dal punto di vista economico grazie alla loro composizione mineralogica omogenea e alle loro proprietà fisiche.
I depositi di halite di spessori consistenti sono considerati un importante sito per lo stoccaggio delle scorie radioattive grazie alla loro stabilità geologica e al loro comportamento fisico/ meccanico facilmente prevedibile.
Inoltre i depositi di halite, nel sottosuolo, sono noti per la loro tendenza a formare diapiri, che a loro volta sono ottime trappole per idrocarburi.